# Dictyna kosiorowiczi
Dictyna kosiorowiczi är en spindelart som beskrevs av Simon 1873. Dictyna kosiorowiczi ingår i släktet Dictyna och familjen kardarspindlar. Inga underarter finns listade i Catalogue of Life.